# Joe McElderry
Joseph "Joe" McElderry, född 16 juni 1991 i South Shields, är en brittisk sångare och fotomodell. McElderry är mest känd som vinnaren av den sjätte säsongen av brittiska The X-Factor 2009.

## Diskografi

### Album
- Wide Awake (2010)
- Classic (2011)
- Classic Christmas (2011)
- Here's What I Believe (2012)

### Singlar
- "The Climb" (2009)
- "Ambitions" (2010)

## Galleri

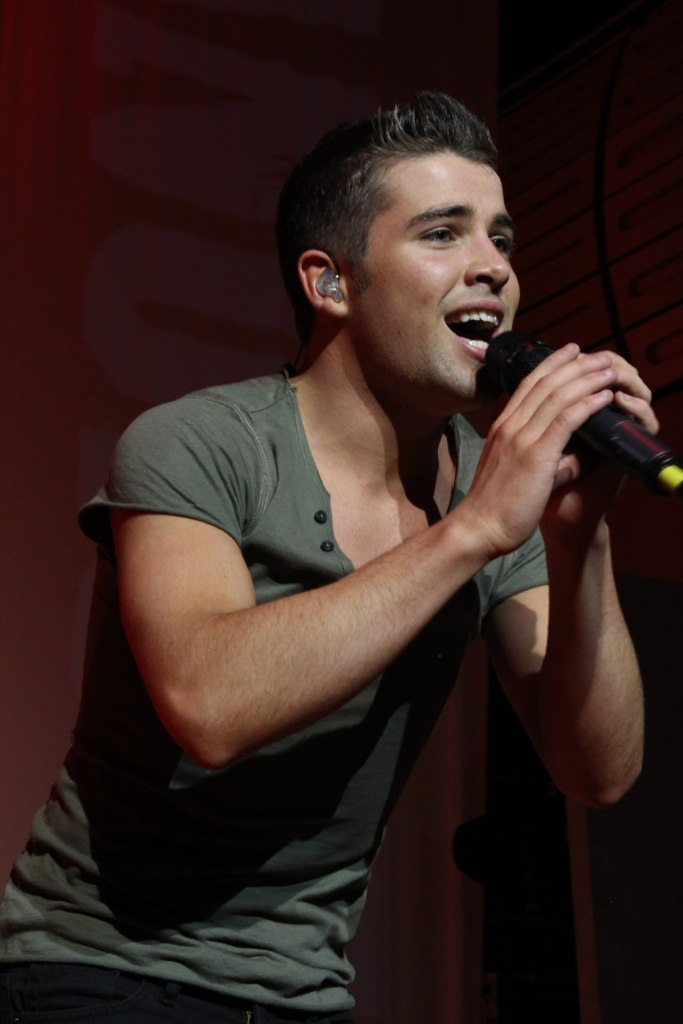
Joe McElderry på scen i mars 2010.
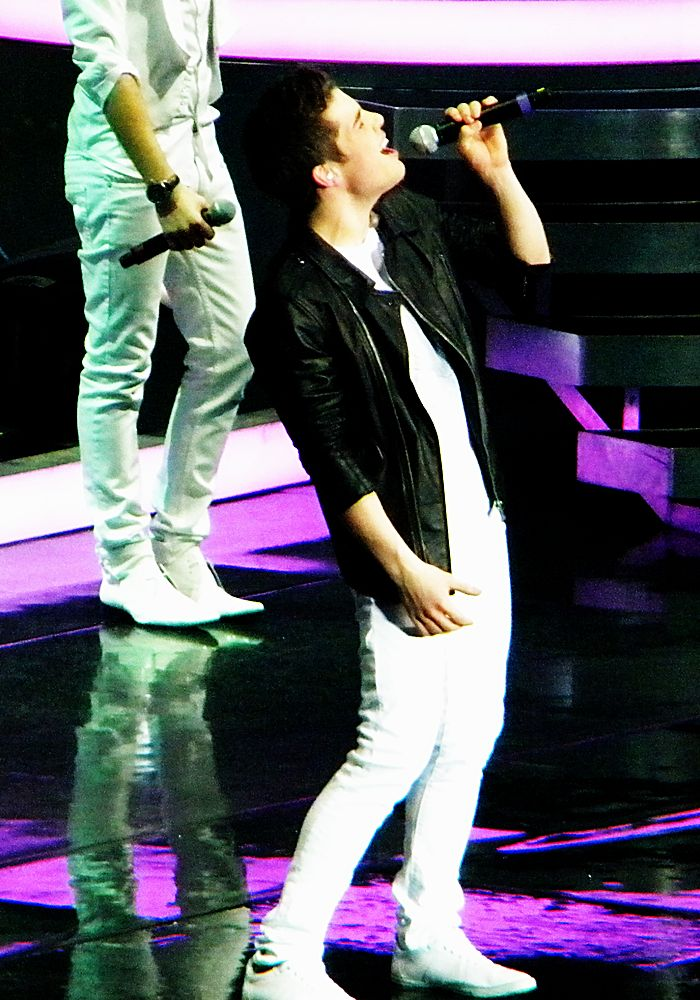
Joe McElderry på scen i mars 2010.